# 青森県の県道一覧
青森県の県道一覧（あおもりけんのけんどういちらん）は、青森県を通る県道の一覧である。
1994年（平成6年）4月1日に整理番号が改正され、主要地方道には一桁または二桁の、一般県道には三桁の番号が割り当てられた。

## 主要地方道
- 1 八戸階上線（旧・主要地方道八戸港線・一般県道榊八戸線・一般県道階上停車場線）
- 2 屏風山内真部線（冬期閉鎖区間あり）
- 3 弘前岳鰺ケ沢線（弘前市内に一方通行区間あり）
- 4 むつ恐山公園大畑線（冬期閉鎖区間あり）
- 5 野辺地六ケ所線
- 6 むつ尻屋崎線
- 7 むつ東通線
- 8 八戸野辺地線（第二みちのく有料道路も含む。起点 - 八戸市市川町は旧国道45号。東北町西千曳 - 終点は旧国道4号）
- 9 夏泊公園線（平内町土屋 - 青森市浅虫間は旧国道4号）
- 10 三沢十和田線
- 11 八戸大野線（岩手県道と共通。八戸市内に一方通行区間あり）
- 12 鰺ケ沢蟹田線
- 13 大鰐浪岡線（大鰐 - 青森間の一般道最短経路）
- 14 今別蟹田線（青森 - 竜飛間の最短経路）
- 15 橋向五戸線
- 16 青森停車場線
- 17 弘前停車場線
- 18 青森港線
- 19 八戸百石線（産業道路）
- 20 八戸三沢線
- 21 田子十和田湖線
- 22 三沢七戸線
- 23 本八戸停車場線
- 24 横浜六ケ所線
- 25 東北横浜線
- 26 青森五所川原線（冬期閉鎖区間あり）
- 27 青森浪岡線（青森空港有料道路も含む）
- 28 岩崎西目屋弘前線（冬期閉鎖区間あり）
- 29 八戸環状線（未開通区間あり）
- 30 岩木山環状線（冬期閉鎖区間あり）
- 31 弘前鯵ケ沢線
- 32 二戸田子線（岩手県道と共通）
- 33 軽米名川線（岩手県道と共通）
- 34 五所川原浪岡線
- 35 五所川原岩木線
- 36 五所川原金木線
- 37 弘前柏線
- 38 五所川原黒石線
- 39 長平町森田線
- 40 青森田代十和田線（八甲田十和田ゴールドライン。冬期閉鎖区間あり）
- 41 弘前環状線
- 42 名川階上線
- 43 五所川原車力線
- 44 青森環状野内線
- 45 十和田三戸線（通行不能区間あり）
- 46 川内佐井線
- 47 青森東インター線

## 一般県道

### 101 - 150
- 101 金木停車場線
- 102 大沢内停車場線
- 103 津軽中里停車場線（旧国道339号）
- 104 館田停車場線
- 105 平賀停車場本町線
- 106 尾上停車場線
- 107 嘉瀬停車場線
- 108 野辺地港線
- 109 弘前平賀線
- 110 黒石藤崎線
- 111 権現崎線
- 112 八幡宮線
- 113 五戸六戸線（旧国道4号・旧県道15号）
- 114 菰槌木造線
- 115 川除木造線
- 116 金屋尾上線
- 117 尾上日沼線
- 118 七戸十和田湖線
- 119 五戸下田停車場線
- 120 荒川青森停車場線（青森中央大橋は以前有料道路）
- 121 七戸上北町停車場線
- 122 酸ケ湯高田線
- 123 清水川滝沢野内線（冬期閉鎖区間及び未舗装区間あり）
- 124 駒込筒井線
- 125 小友板柳停車場線
- 126 久渡寺新寺町線
- 127 石川土手町線
- 128 松木平撫牛子停車場線
- 129 関ケ平五代線
- 130 桔梗野富田線
- 131 前坂藤崎線
- 132 十腰内陸奥森田停車場線
- 133 鬼沢種市線
- 134 櫛引上名久井三戸線
- 135 吹上金屋黒石線
- 136 常盤新山線
- 137 七ツ館板柳線
- 138 島守八戸線
- 139 差波新井田線
- 140 下田停車場線
- 141 市川下田停車場線
- 142 倉石五戸線
- 143 南部田子線
- 144 平賀門外線
- 145 戸来十和田線（旧国道4号）
- 146 浪岡北中野黒石線
- 147 増館堂野前線
- 148 畑中竹鼻線
- 149 目時停車場線（旧東北本線跡。青森県道最南端路線）
- 150 持子沢鶴田線

### 151 - 200
- 151 蒔田五所川原線
- 152 三戸停車場線
- 153 山田鶴田線
- 154 妙堂崎五所川原線
- 155 剣吉停車場線
- 156 福山五所川原線
- 157 松野木姥萢線
- 158 胡桃舘鶴田線
- 159 大泉姥萢線
- 160 羽野木沢梅田線
- 161 豊川館岡線
- 162 再賀木造線
- 163 沖飯詰五所川原線
- 164 林五所川原線
- 165 上野十和田線
- 166 中ノ渡十和田線（旧国道102号）
- 167 陸奥市川停車場線
- 168 切田五戸線
- 169 立崎洞内線
- 170 天ケ森三沢線
- 171 向山停車場六戸線
- 172 尻労袰部線
- 173 乙供停車場中野線
- 174 長坂大湊線
- 175 九艘泊脇野沢線
- 176 赤川下北停車場線（旧国道279号）
- 177 海老川新町線
- 178 野辺地停車場線（旧国道4号）
- 179 泊陸奥横浜停車場線（冬期閉鎖区間あり）
- 180 尾駮有戸停車場線
- 181 道前浄法寺線（岩手県道と共通）
- 182 野々上斗内線（岩手県道と共通）
- 183 富野大沢内停車場線
- 184 下派立沼崎線
- 185 出来島丸山線
- 186 桑野木田南広森線
- 187 越水木造線
- 188 福原陸奥森田停車場線
- 189 富萢薄市線（つがる市 - 外ヶ浜町蟹田地区間の最短経路）
- 190 松代町陸奥赤石停車場線
- 191 種里町柳田線
- 192 岩崎深浦線
- 193 艫作艫作停車場線
- 194 沢辺陸奥沢辺停車場線
- 195 喜良市嘉瀬停車場線
- 196 五林平藤崎線
- 197 神原中里線
- 198 大鰐停車場線
- 199 太田藤崎線
- 200 米山菖蒲川線

### 201 - 250
- 201 蔵館大鰐線
- 202 碇ケ関大鰐停車場線
- 203 常海橋銀線
- 204 相馬常盤野線
- 205 町居平賀停車場線
- 206 西平内停車場線
- 207 小豆沢西平内停車場線
- 208 野辺地野辺地停車場線（旧国道4号）
- 209 狩場沢停車場線
- 210 清水川停車場線
- 211 折茂上北町停車場線
- 212 米田六戸線
- 213 柳町下田停車場線
- 214 苫米地兎内線
- 215 小湊停車場線
- 216 戸来岳貝守線
- 217 貝守斗内線
- 218 栃棚手倉橋線
- 219 水喰上北町停車場線
- 220 石無坂鹿田線
- 221 鳥屋部十日市線
- 222 赤石沖田面線
- 223 福田苫米地線
- 224 高瀬諏訪平停車場線
- 225 中野北高岩停車場線
- 226 酸ケ湯黒石線（通行不能区間あり、冬期閉鎖）
- 227 名久井岳公園線
- 228 高山稲荷神社線
- 229 津軽新城停車場線
- 230 三厩停車場線
- 231 大釈迦停車場線（旧国道101号）
- 232 大畑港線
- 233 浅水南部線（旧国道4号・旧陸羽街道）
- 234 津軽新城停車場油川線（羽州街道）
- 235 浪岡停車場線
- 236 石川停車場線
- 237 碇ケ関停車場線
- 238 蟹田停車場線
- 239 藤崎停車場線
- 240 鶴泊停車場線
- 241 木造停車場線
- 242 後平青森線（未舗装区間及び冬期閉鎖区間あり）
- 243 馬門野辺地線（旧国道4号）
- 244 (欠番)
  - ※2015年12月25日青森県告示第919号により今別停車場線が廃止されたため(廃止告示が掲載された青森県公報)。
- 245 稲盛千代町山田線（旧国道101号）
- 246 水喰野辺地線
- 247 鶴ケ坂千刈線（旧国道7号）
- 248 尻労小田野沢線
- 249 鶴泊停車場胡桃館線
- 250 陸奥鶴田停車場線

### 251 - 317
- 251 妙売市線（旧国道45号、一方通行区間あり）
- 252 五所川原停車場線
- 253 長後川内線
- 254 大町三沢線
- 255 川部停車場線
- 256 青森十和田湖自転車道線
- 257 後平馬屋尻線（みちのく有料道路。旧・天間舘馬屋尻線）
- 258 三戸南部線（旧国道4号）
- 259 久栗坂造道線（旧国道4号）
- 260 石川百田線（旧国道7号）
- 261 鳴沢停車場線
- 262 鳴沢停車場南浮田線
- 263 鰺ケ沢停車場線（旧国道101号）
- 264 松神停車場線
- 265 鶴田五所川原自転車道線
- 266 関根蒲野沢線
- 267 山田鰺ケ沢線（旧国道101号）
- 268 弘前田舎館黒石線（旧国道102号）
- 269 増田浅虫線（旧国道4号、冬期閉鎖区間あり）
- 270 黒石停車場線
- 271 赤川停車場線
- 272 下北停車場線
- 273 田名部停車場線
- 274 陸奥関根停車場線
- 275 川代停車場線
- 276 大俵板柳停車場線
- 277 正津川停車場線
- 278 大畑停車場線
- 279 津軽飯詰停車場線
- 280 十二湖公園線
- 281 三厩停車場竜飛崎線（旧国道339号、冬期閉鎖区間あり）
- 282 小国本町線（十和田湖 - 平川市中心部間の最短経路）
- 283 百石下田線
- 284 薬研佐井線（冬期閉鎖区間あり）
- 285 浪岡藤崎線（旧国道7号）
- 286 三厩小泊線（冬期閉鎖区間あり）
- 287 奥津軽いまべつ停車場線[2]
- 288 - 316 （欠番）
- 317 西目屋二ツ井線（秋田県道と共通、冬期閉鎖区間及び未舗装区間あり）